# (74063) 1998 KQ39
(74063) 1998 KQ39 – planetoida z pasa głównego asteroid okrążająca Słońce w ciągu 4,19 lat w średniej odległości 2,6 j.a. Odkryta 22 maja 1998 roku.